# Caecosagitta macrocephala
Caecosagitta macrocephala är en djurart som tillhör fylumet pilmaskar, och som först beskrevs av Fowler 1904.  Caecosagitta macrocephala ingår i släktet Caecosagitta och familjen Sagittidae. Inga underarter finns listade i Catalogue of Life.